# Quadràntids
Els Quadràntids (QUA) són una pluja de meteors. El seu radiant es troba a la constel·lació del Bover. El seu període d'activitat s'estén entre l'1 i el 6 de gener. El seu màxim és el 3 de gener amb una THZ de 120, la qual cosa fa que sigui una de les pluges de meteors més actives juntament als Perseids a l'agost i als Gemínids al desembre.
El cos progenitor s'ha identificat recentment com l'asteroide 196256 (2003 EH1), que a la vegada podria ser el cometa C/1490 Y1, observat pels astrònoms xinesos, japonesos i coreans fa 500 anys.

## Història

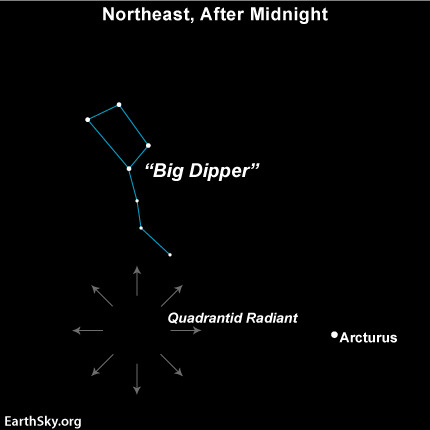
Radiant de la pluja de meteors dels Quadràntids.

El seu nom prové de Quadrans Muralis, una antiga constel·lació que actualment forma part de la constel·lació del Bover, creada per l'astrònom francès Jérôme Lalande el 1795. El 1825, l'italià Antonio Brucalassi observà que “una multitud de cossos lluminosos anomenats estels fugaços creuaven l'atmosfera.” Semblaven radiar de Quadrans Muralis. el 1839, Adolphe Quetelet de l'Observatori de Bèlgica i Edward C. Herrick a Connecticut seggeriren de manera independent que els quadràntids eren una pluja anual.
El 1922, la Unió Astronòmica Internacional ideà una lista de 88 constel·lacions modernes. Al maig de 1922 la llista fou ratificada a l'assemblea general que tingué lloc a Roma. A la llista no s'inclogué la constel·lació Quadrans Muralis. La UAI adoptà oficialment la lista el 1930, però el nom de la pluja de meteors es mantingué com a Quadràntids, com a reminiscència de l'antiga constel·lació.
| Any  | Quadràntids actius entre     | Pic de la pluja                               | ZHRmax |
| ---- | ---------------------------- | --------------------------------------------- | ------ |
| 2008 | 1-5 de gener                 | 4                                             | 82     |
| 2009 | 1-5 de gener                 | 3 de gener                                    | 146    |
| 2010 |                              | Lluna minvant (Lluna plena 31 de desembre)    |        |
| 2011 | 28 de desembre - 12 de gener | 3 de gener                                    | 90     |
| 2012 | 28 de desembre - 12 de gener | 4 de gener                                    | 83     |
| 2013 |                              | Lluna minvant (Lluna plena el 28 de desembre) |        |
| 2014 |                              | 4 de gener                                    |        |
| 2015 |                              | 3 de gener                                    |        |
| 2016 |                              | 3 de gener                                    |        |
| 2017 |                              | 3 de gener                                    |        |
| 2018 |                              | 3 de gener                                    |        |